# Håkan Theodor Ohlsson
Håkan Theodor Ohlsson, född 7 september 1871 i Lund, död där 28 maj 1949, var en svensk boktryckare och matrikelutgivare. Han var son till boktryckaren Håkan Ohlsson (1838–1909) och hans maka Theodora (Thora) Åkerlund. Han fick två söner som båda inträdde i familjefirman, Per-Håkan Ohlsson (1916–2014) och  Sven-Håkan Ohlsson (1920–1997). 
Redan i femtonårsåldern började han arbeta i faderns välrenommerade firma Håkan Ohlssons boktryckeri i Lund, där han 1904 blev chef. Firman ombildades 1937 till aktiebolag. Böcker, blanketter med mera utgavs under firmanamnet Håkan Ohlssons förlag; en stor nisch i verksamheten var författningstryck, blanketter med mera för Svenska kyrkan och skolväsendet. Man förvärvade 1943 det 1745 grundade Berlingska boktryckeriet, där Karl-Erik Forsberg på 1950-talet utvecklade typsnittet Berling antikva. Efter Håkan Th. Ohlssons död övertogs ledningen av företaget av hans son Per-Håkan Ohlsson, senare även ledande kommunalpolitiker i Lund. Koncernen såldes 1975 till Svenska kyrkans ekonomi AB.
Håkan Th. Ohlsson var starkt kyrkligt engagerad på både lokal- och riksplanet och var bland annat ledamot av kyrkomötena år 1934, 1936, 1938 och 1941. Han deltog i bildandet av försäkringsbolaget Svenska prästerskapets understödsförening 1911, där han var verkställande ledamot. Tidigt startade han en särskild typ av bokproduktion genom att själv redigera och utge kyrkliga matriklar. Från 1899 utgav han Statistisk matrikel över svenska kyrkans prästerskap, som då hade ett praktiskt bruk att lämna uppgifter om församlingarnas storlek etcetera med hänsyn till prästerskapets då komplicerade avlöningsförhållanden. Denna bok utkom därefter ungefär vartannat år och i 35 upplagor fram till 1982. Boken ändrade 1983 namn till Matrikel för Svenska kyrkan. Den redigerades från 1947 av Ohlssons son bokförläggare, sedermera teologie hedersdoktorn Sven-Håkan Ohlsson och utkommer numera varje år.  Denna matrikel fick snabbt officiös ställning - en slags kyrkans parallell till statskalendern - och var känd för sin minutiösa noggrannhet i alla detaljer. Boken blev så ofta använd som auktoritativ uppslagsbok i kyrkligt-administrativa sammanhang att den ofta omtalades blott som "Håkan Ohlsson" eller enbart som "Håkan".
Parallellt med detta utgav Håkan Th. Ohlsson också åren 1901, 1914 och 1934 Biografisk matrikel över Svenska kyrkans prästerskap, avseende hela riket, liksom en rad motsvarande, men utförligare matriklar över prästerskapet i Lunds stift, också de kända för stor precision i alla uppifter. Bland hans i eget namn utgivna böcker återfinns också debattskrifter rörande det prästerliga lönereglementet i skiftet mellan tiondeavlöning och reglerad penninglön.
Med namnet efter Håkan Th. Ohlssons syster Thora Ohlsson (1868–1946), verksam som ledare för KFUK i London,  bildades vid hennes död Thora Ohlssons stiftelse, med syftet att främja religiösa, välgörande och kulturella ändamål. Likartat syfte har Hilda och Håkan Theodor Ohlssons stiftelse.